# Hylarana montivaga
Espèce
Synonymes
- Rana montivaga Smith, 1921

Statut de conservation UICN

 LC  : Préoccupation mineure
"Hylarana" montivaga est une espèce d'amphibiens de la famille des Ranidae dont la position taxonomique est incertaine (incertae sedis).
Depuis la révision du genre Hylarana par Oliver, Prendini, Kraus et Raxworthy en 2015, cette espèce a été exclue de ce genre sans qu'il soit possible de la placée dans un autre de manière certaine. Elle est rapprochée de Hydrophylax ou Indosylvirana.

## Répartition
Cette espèce se rencontre, :
- dans le sud-est de la Thaïlande ;
- au Viêt Nam dans la province de Lâm Đồng sur le plateau Langbian.

Sa présence est incertaine au Cambodge et au Laos.

## Publication originale
- Smith, 1921 : New or Little-known Reptiles and Batrachians from Southern Annam (Indo-China). Proceedings of the Zoological Society of London, vol. 1921, p. 423-440 (texte intégral).